# Five Golden Dragons
Pour plus de détails, voir Fiche technique et Distribution.
Five Golden Dragons (allemand : Die Pagode zum fünften Schrecken) est un film d'aventures britanno-liechtensteino-ouest-allemand réalisé par Jeremy Summers et sorti en 1967.
Le film a été produit et écrit (sous le nom de plume de « Peter Welbeck ») par Harry Alan Towers et met en scène sa femme Maria Rohm dans l'un des trois rôles principaux féminins. Le film présente un lien mineur avec les nouvelles d'Edgar Wallace en utilisant son commissaire Sanders en tant qu'officier de la police royale du Hong Kong britannique, Towers utilisant le nom de Wallace pour attirer des fonds de la part d'investisseurs internationaux.

## Synopsis
Les chefs de l'organisation secrète « Les cinq dragons d'or » se rencontrent pour la première fois en personne à Hong Kong afin de se partager les bénéfices de leurs affaires florissantes au marché noir. Mais l'un des messieurs meurt, ce qui pousse M. Porter, son avocat, à se rendre à Hong Kong, où il est lui aussi assassiné peu après son arrivée. Une piste mène la police locale au playboy et reporter américain Bob Mitchell, à qui Porter voulait faire parvenir une lettre avant de mourir. La lettre contient le nom de l'organisation en question, qui ne tarde pas à être informée par Mitchell. C'est ainsi qu'ils tuent Margret, qui se trouve dans le lit de Mitchell à sa place. Ingrid, la sœur de Margret, et lui tentent de découvrir qui est responsable de la mort de Margret et échappent de justesse aux griffes de l'organisation. Pendant ce temps, la police recherche Mitchell comme meurtrier potentiel de Margaret.
Au cours de son enquête, Mitchell tombe finalement sur Peterson, un propriétaire de boîte de nuit qui travaille pour l'organisation. Lors de la réunion des chefs, Peterson veut utiliser Mitchell comme remplaçant du dragon décédé, afin de pouvoir s'enrichir lui-même. Comme les cinq chefs ne se connaissent pas entre eux, ils ont mis en place un système d'identification sophistiqué : Au centre de la table de conférence se trouve une pagode en bois avec cinq portes. Celui dont la clef correspond à sa serrure peut l'ouvrir et enlever son masque. Celui dont la clef ne correspond pas est abattu par l'arme qui se trouve derrière la porte.
Mitchell se laisse convaincre et les cinq dragons se rassemblent. L'un après l'autre, ils ouvrent leur porte. Le dernier dragon est cependant abattu. Peu après, la police fait irruption dans la salle et arrête les quatre dragons. Le dragon abattu n'est cependant pas Mitchell, mais Peterson, qui a échappé à Mitchell au dernier moment, de sorte qu'il a dû lui-même se glisser dans le rôle du cinquième dragon.

## Fiche technique
- Titre français : Five Golden Dragons[2]
- Titre original allemand : Die Pagode zum fünften Schrecken[3]
- Réalisation : Jeremy Summers
- Scénario : Harry Alan Towers
- Photographie : John von Kotze (de)
- Montage : Donald J. Cohen
- Musique : Malcolm Lockyer
- Production : Harry Alan Towers
- Société de production : Blansfilm, Constantin Film, Sargon
- Pays de production :  Allemagne de l'Ouest -  Royaume-Uni -  Liechtenstein
- Langue originale : anglais
- Format : Couleurs - 2,35:1 - Son mono - 35 mm
- Durée : 104 minutes
- Genre : film d'aventures
- Dates de sortie :
  - Royaume-Uni : avril 1967
  - Allemagne de l'Ouest : 4 août 1967

## Distribution
- Bob Cummings : Bob Mitchell
- Margaret Lee : Magda
- Rupert Davies : Commandant Sanders
- Klaus Kinski : Gert
- Maria Rohm : Ingrid
- Sieghardt Rupp : Peterson
- Roy Chiao : Inspecteur Chiao
- Brian Donlevy : Dragon no 3
- Dan Duryea : Dragon no 1
- Christopher Lee : Dragon no 4
- George Raft : Dragon no 2
- Maria Perschy : Margret